# Artyom Korzhunov
Bản mẫu:Eastern Slavic name
Artyom Igorevich Korzhunov (tiếng Nga: Артём Игоревич Коржунов; sinh ngày 10 tháng 6 năm 1995) là một cầu thủ bóng đá người Nga thi đấu cho FC Sibir Novosibirsk.

## Sự nghiệp câu lạc bộ
Anh ra mắt chuyên nghiệp tại Giải bóng đá chuyên nghiệp quốc gia Nga cho FC Amur-2010 Blagoveshchensk vào ngày 22 tháng 4 năm 2014 trong trận đấu với FC Sakhalin Yuzhno-Sakhalinsk.